# Zlătărei, Vâlcea
Zlătărei este o localitate componentă a municipiului Drăgășani din județul Vâlcea, Oltenia, România.
Zlatarei a fost atestat pentru prima dată în 1519, intr-un hristov al lui Neagoe Basarab. Instituții: 
- Scoala Nr. 3, clasele I-VIII
- Gradinița
- Dispensar

Ocupație:
Până în 2000, peste 90% din populatia localitatii lucra la FINCA (fabrica de cizme de cauciuc). In prezent peste 40% sunt casnici și se ocupă de agricultură.